# Шоу, Джон (шахматист)
Джон Шоу (Шо; англ. John Shaw; 16 октября 1968, Эрвин) — шотландский шахматист, гроссмейстер (2006).
В составе национальной сборной участник 10-и Олимпиад (1994—1996, 2000—2014).

## Изменения рейтинга
| Графики недоступны из-за технических проблем. См. информацию на Фабрикаторе и на mediawiki.org. |